# Gareth Morgan
Gareth Morgan (* 22. Dezember 1943, Porthcawl, Wales) ist ein britisch-kanadischer Organisationstheoretiker, Unternehmensberater und Distinguished Research Professor an der Schulich School of Business der York University in Toronto. Er wurde bekannt als der geistige Vater des Organisations-Metapher-Konzepts und für sein 1979 mit Gibson Burrell veröffentlichtes Werk Sociological Paradigms and Organizational Analysis sowie das 1986 erschienene Images of Organization (dt. Bilder der Organisation).

## Leben
Morgen erhielt seine frühe Schulausbildung an der Grammar School in Bridgend, Wales, und studierte dann an der London School of Economics and Political Science, wo er mit einem Bachelor of Science (B.Sc.) in Wirtschaftswissenschaften abschloss. Er arbeitete dann als Buchhalter in der britischen Verwaltung und wurde 1968 zu einem eingetragenen Mitglied einer Berufskörperschaft, vergleichbar mit einem Buchprüfer.
Er wechselte zur University of Texas in Austin, wo er 1970 mit einem Master in öffentlicher Verwaltung abschloss. Im Rahmen des Studiums absolvierte er einige Lerneinheiten in Organisationstheorie (organizational studies), wodurch er einige der dem Buchhalterberuf zugrundeliegende Vermutungen und Annahmen in Frage stellte. Er verfolgte seine Gedanken als Dozent an der University of Lancaster und erlangte 1980 seinen Doktor (Ph.D.) in Organization Studies, womit seine Karriere als Autor, Redner und Unternehmensberater begann.
In den 1980ern wurde er Fakultätsmitglied der School of Business der Pennsylvania State University. Von dort wechselte er zur York University in Toronto. 1988 wurde er in Anerkennung seiner außergewöhnlichen Beiträge zur Wissenschaft und Kunst des Managements zum lebenslänglichen Fellow der International Academy of Management and Economics berufen, 1992 wurde er zum Distinguished Research Professor der York University ernannt. In den 1990ern wurde sein Buch Images of Organization zu einem weltweiten Bestseller und in sechzehn Sprachen übersetzt (dt. Bilder der Organisation, Klett, 1999).
In den späten 1990er wandte sich Morgan der Neuerfindung der Lehre von Organisation und Management durch die Entwicklung der Internet-Technologie zu. Das führte 2000 zur Gründung des Unternehmens NewMindsets Inc., und seine Aktivitäten konzentrierten sich auf Internet-Unternehmertum und Forschung für sein Produkt.
Er wirkte in den Redaktionen verschiedener Fachzeitschriften, darunter renommierte Blätter wie Action Learning, Administration & Society, Organization, dem Journal of Management und Organization Studies.
2014 wurde er zu Associate Fellow der Saïd Business School der Universität Oxford ernannt. Gemeinsam mit Gibson Burrell wurde er mit dem Academy of Management Trailblazer Award für seine Beiträge zur Organisations- und Managementtheorie ausgezeichnet und durch die Syddansk Universitet mit einem Ehrendoktor (dr.phil.h.c) geehrt.

## Arbeit
Während seiner gesamten Karriere versuchte Morgan Theorie und Praxis zu integrieren. So schrieb er sowohl für akademische als auch praktische Zielgruppen und vertrat entschieden das Konzept des Action Learning auch in der Forschung. Als roten Faden in seiner Arbeit kann man die Hinterfragung von Annahmen sehen – eine Hilfe zu bieten, mit der neues Denken in den Sozialwissenschaften, Organisations-, Managementtheorie und -praxis und implizit auch im täglichen Leben entwickelt wird.
Morgans bekannteste Bücher sind das mit Gibson Burrell geschriebene Sociological Paradigms and Organizational Analysis sowie Beyond Method: Strategies for Social Research.

### Sociological Paradigms and Organizational Analysis
Das 1979 erstveröffentlichte Werk von Gibson Burrell und Gareth Morgan gilt als Klassiker der Organisationstheorie. Es baut auf Thomas S. Kuhns Konzept des Paradigmas auf, untersucht die versteckten Annahmen der Sozial- und Organisationstheorien und präsentiert eine landkartenartige Darstellung von dutzenden verschiedener Gedankenschulen. Die Kernaussage ist, dass die verschiedenen Theorien sehr unterschiedliche implizite Annahmen über die Natur sozialer Realität reflektieren. Diese Landkarte reflektiert die Paradigmen der „Funktionalisten“, der „Interpreten“, „radikalen Humanisten“ und „radikalen Strukturalisten“ und wie deren Annahmen und Vermutungen unsere Wahrnehmung beeinflussen und die Art und Weise, wie wir Organisationen betrachten. Das Thema verarbeitete Morgan erneut in dem gemeinsam mit Linda Smircich verfassten, einflussreichen Artikel The Case for Qualitative Research (1980).
Dieses Vorgehen wurde seit der Veröffentlichung des Werkes von verschiedenen Wissenschaftlern in einem breiten Themenfeld angewandt um die fundamentalen Theorien ihres jeweiligen Fachgebiets herauszufordern und beeinflusste so deren Arbeit.

### Images of Organization
In Images of Organization fordert Morgan das Verständnis des Leser heraus, sich Organisationen als eine von acht möglichen Kategorien vorzustellen. Diese Kategorien sind Werkzeuge mit denen Morgan die Vorstellung von der Organisation herausfordert. Es sind die Bilder der Organisation als:
- eine Maschine
- einen Organismus
- ein Gehirn
- eine Kultur
- ein politisches System
- ein psychisches Gefängnis
- Fluss und Wandel
- Machtinstrument.

Diese Bilder werden heute vielfach als Metaphern verstanden. Und obwohl sich die Bilder inhaltlich deutlich widersprechen, so können sie doch auf die gleiche Organisation angewandt, und zur Lösung von Problemen verwendet werden. Sie sind auch keine erschöpfende Beschreibung der Organisation, sondern ein generalisierter Zugang zu den charakteristischen Besonderheiten der Organisationen. Morgan vertieft das Thema in seinem Buch New Mindsets for Seeing, Thinking and Managing.

## Bibliographie

### Artikel
- Gareth Morgan, Linda Smircich: The Case for Qualitative Research. In: The Academy of Management Review. Vol. 5, No. 4, Okt. 1980, S. 491–500.

### Bücher
- Gibson Burrell, Gareth Morgan: Sociological Paradigms and Organizational Analysis. NH. Heinemann, London / Exeter 1979.
- Louis Pondy, Peter Frost, Gareth Morgan, Tom Dandridge (Hrsg.): Organizational Symbolism. JAI Press, Greenwich, CT 1983.
- Gareth Morgan (Hrsg.): Beyond Method: Strategies for Social Research. Sage Publications, Newbury Park, CA 1983.
- Gareth Morgan: Images of Organization, Newbury Park, CA: Sage Publications. 1986.
- Gareth Morgan: Riding the Waves of Change. Jossey Bass, San Francisco, CA 1988.
- Gareth Morgan: Creative Organization Theory: A Resourcebook. Sage Publications, Newbury Park, CA 1989.
- Gareth Morgan: Teaching Organization Theory: An Instructor's Manual. Sage Publications, Newbury Park, CA 1989.
- Gareth Morgan, Karen Morgan: Beyond the Glitterspeak: Creating Genuine Collaboration In Our Schools. Ontario Teachers Federation, 1991.
- Gareth Morgan: Imaginization: New Mindsets for Seeing, Organizing and Managing. Sage Publications, Newbury Park / San Francisco, CA 1993.